# 比纳罗斯
比纳罗斯（西班牙語：Vinaròs）是西班牙瓦伦西亚自治区卡斯特利翁省的一个市镇。总面积96平方公里，总人口22113人（2001年），人口密度230人/平方公里。